# مارسل اسماعیلگسی
مارسل اسماعیلگسی (آلبانیایی: Marsel Ismailgeci؛ زادهٔ ۱۴ مارس ۲۰۰۰) بازیکن فوتبال اهل آلبانی است.
از باشگاه‌هایی که در آن بازی کرده‌است می‌توان به باشگاه فوتبال تیرانا اشاره کرد.
وی همچنین در تیم‌های ملی فوتبال زیر ۲۱ سال آلبانی، و آلبانی بازی کرده‌است.